# Mateusz Kostecki
Mateusz Kostecki (ur. 13 marca 1993) – polski futsalista, zawodnik z pola, obecnie zawodnik Red Dragons Pniewy. Król strzelców sezonu 2019/2020 Futsal Ekstraklasy. Były reprezentant Polski U-21. 